# Cravans
Cravans é uma comuna francesa na região administrativa da Nova Aquitânia, no departamento de Charente-Maritime. Estende-se por uma área de 14,72 km². Em 2010 a comuna tinha 955 habitantes (densidade: 64,9 hab./km²).